# Johann Baptist Ignaz Wolf
Johann Baptist Ignaz Wolf (tschechisch Jan Křtitel Ignác Wolf; * 16. April 1716 in Chotusitz; † 5. September 1791 in Prag) war ein böhmischer Organist und Komponist.

## Leben und Wirken
Johann Baptist Ignaz Wolf, Sohn des Chotusitzer Schulrektors Paul Wolf, erhielt seine erste musikalische Ausbildung durch seinen Vater. Ab 1726 besuchte er das Jesuitengymnasium in Kuttenberg, wo er den Vornamen Ignaz annahm, und wurde vom dortigen Organisten Wulterin im Generalbass unterrichtet. Nach Beendigung der Humanitätsklassen ging Wolf nach Prag, wo er eine päpstliche Stiftung am Seminar zu St. Wenzel erhalten hatte. Daneben vertrat er die Organistenstelle an der Jesuitenkirche St. Salvator und nahm ein Studium der Philosophie auf.
Seine Vorliebe galt jedoch der Musik; so nahm er eine Organistenstelle in Hořice an und brach das Philosophiestudium ab. Nach vier Jahren und sechs Monaten wechselte Wolf als Organist nach Kolín. Dort heiratete er 1738 Anna Geržabek. 1744 bewarb sich Wolf erfolgreich um die einträglichere Organistenstelle an der Strachower Stiftskirche. Sein Orgelspiel, das über die Grenzen Böhmens hinaus einen guten Ruf genoss, beeindruckte auch das Prager Domkapitel, das ihm 1748 ebenfalls die Organistenstelle übertrug. Wolf wirkte danach bis 1790 als Organist der Strachower Stiftskirche, am 1. September 1790 wurde Johann Baptist Kucharž als sein Nachfolger durch den Abt Wenzel Josef Mayer eingeführt. Das Amt des Organisten am Veitsdom hatte Wolf bis zu seinem Tode inne. Am 5. Februar 1788 feierte er in der Strachower Stiftskirche seine Goldene Hochzeit.
Wolf komponierte mehrere Präludien und Fugen für die Orgel, und eine von ihm geschriebene Vesper für 9 Stimmen wurde von einem Freund als Druck herausgegeben. Zu seinen Schülern gehörten u. a. Hieronymus Brixi, Raphael Zubert und Simon Sixta. Charles Burney würdigte Wolf 1772 in seinem Tagebuch einer musicalischen Reise durch Frankreich und Italien. Wolf gehörte zu den Musikern, denen Friedrich Wilhelm Marpurg in seinen Anmerkungen die 4. Auflage der Anweisung zum General-Baß, und zur Composition von Georg Andreas Sorge widmete.